# Comuna Iarcivți, Zboriv
Iarcivți (în ucraineană Ярчівці) este o comună în raionul Zboriv, regiunea Ternopil, Ucraina, formată din satele Iarcivți (reședința), Jukivți, Mșana, Pidhaiciîkî, Vilșanka și Volosivka.

## Demografie
Componența lingvistică a comunei Iarcivți
     Ucraineană (99,93%)
Conform recensământului din 2001, majoritatea populației comunei Iarcivți era vorbitoare de ucraineană (99,93%), existând în minoritate și vorbitori de alte limbi.